# Тислинг
Тислинг (њем. Tüßling) град је у њемачкој савезној држави Баварска. Једно је од 24 општинска средишта округа Алтетинг. Према процјени из 2010. у граду је живјело 3.153 становника. Посједује регионалну шифру (AGS) 9171133.

## Географски и демографски подаци
Тислинг се налази у савезној држави Баварска у округу Алтетинг. Град се налази на надморској висини од 407 метара. Површина општине износи 19,6 km². У самом граду је, према процјени из 2010. године, живјело 3.153 становника. Просјечна густина становништва износи 161 становника/km².